# Crkva sv. Roka i župni dvor u Luci
Crkva sv. Roka i župni dvor (Luka), rimokatolička crkva u mjestu i općini Luka, zaštićeno kulturno dobro.

## Opis dobra
Župna crkva sv. Roka i župni dvor smješteni su u sjeveroistočnom dijelu naselja Luka. Crkva je sagrađena 1865. godine u neogotičkim stilskim oblicima kao jednobrodna građevina dimenzija cca 40 x 15 m, zaključena poligonalnim svetištem i zvonikom nad glavnim pročeljem. Perimetralne zidove crkve podupiru kontrafori između kojih su bifore šiljastih lukova. Prostrana unutrašnjost crkve svođena je šiljastim bačvastim svodom s pojačanim pojasnicama. Kurija župnoga dvora sagrađena je u drugoj polovini 19. stoljeća u istočnom uglu parcele kao jednokatna zidanica pravokutnoga tlocrta, te zajedno s crkvom formira vrijednu graditeljsku cjelinu.

## Zaštita
Pod oznakom P-5874 zavedena je kao nepokretno kulturno dobro - pojedinačno, pravna statusa zaštićena kulturnog dobra, klasificirano kao "sakralna graditeljska baština".